# ATP Challenger Flushing Meadow
Der ATP Challenger Flushing Meadow (offiziell: Flushing Meadow Challenger) war ein Tennisturnier, das 1997 einmal im New Yorker Stadtteil Queens, in Flushing stattfand. Es gehörte zur ATP Challenger Tour und wurde im Freien auf Hartplatz gespielt.

## Liste der Sieger

### Einzel
| Jahr | Sieger         | Finalgegner | Ergebnis |
| ---- | -------------- | ----------- | -------- |
| 1997 | Gianluca Pozzi | Tommy Ho    | 6:1, 6:4 |

### Doppel
| Jahr | Sieger                    | Finalgegner              | Ergebnis |
| ---- | ------------------------- | ------------------------ | -------- |
| 1997 | Geoff Grant Mark Merklein | Michael Joyce David Witt | 6:1, 6:4 |